# Titularbistum Sergentza
Sergentza (italienisch: Sergenza) ist ein Titularbistum der römisch-katholischen Kirche.
Es geht zurück auf einen untergegangenen Bischofssitz im europäischen Teil der heutigen Türkei. Der Bischofssitz war der Kirchenprovinz Heraclea Sintica zugeordnet.
| Titularbischöfe von Sergentza |                       |                                                |               |                 |
| Nr.                           | Name                  | Amt                                            | von           | bis             |
| 1                             | Robert Emmet Tracy    | Weihbischof in Lafayette (USA)                 | 13. März 1959 | 10. August 1961 |
| 2                             | Emilio Sosa Gaona SDB | emeritierter Bischof von Concepción (Paraguay) | 14. Mai 1963  | 24. März 1970   |